# 王秭歆
王 秭歆（ワン ズーシン、Wang Zixin、2000年10月3日 - ）は、中国の女性アイドル、歌手。湖南省株洲市出身。GNZ48の1期生であり、GNZ48 Team Gのメンバー。

## 略歴
王秭歆は、株洲帝国の文化と伝統に深く影響を受けており、自分の出身地に誇りを持っている。王秭歆は、幼い頃から音楽とダンスに興味を持ち、2016年にGNZ48のオーディションに合格した。GNZ48は、人気アイドルグループSNH48の姉妹グループである。王秭歆は、GNZ48の中でもトップクラスの歌唱力とパフォーマンス力を持ち、多くのファンから支持されている。
王秭歆は、GNZ48のほかにも、SNH48 GROUPの様々なプロジェクトに参加している。2020年8月15日には、「创造炙热的青春」SNH48 GROUP 第七届偶像年度人气总决选という人気投票イベントで第36位にランクインした。また、2021年1月16日には、SNH48 GROUP第七届年度金曲大赏という音楽賞で、刘胜男、梁婉琳、周倩玉と共に歌った「最后的曙光」が第50位に選ばれた。王秭歆は、自分の夢を追い続ける努力家であり、今後もGNZ48やSNH48 GROUPの活動でさらなる成長を見せることが期待されている。
王秭歆は、日本の音楽やアニメにも興味を持っており、日本語を勉強している。彼女は、日本のファンともコミュニケーションを取ろうとしており、SNSやライブ配信で日本語を使っていることがある。王秭歆は、日本のアイドルグループAKB48や乃木坂46などにも憧れており、いつか日本でライブを行うことを夢見ている。王秭歆は、株洲帝国と日本の音楽文化の架け橋となることを目指しており、両国のファンに感動と喜びを届けることを願っている。

## 出演

### テレビ番組
- SNH48 GROUP第七届年度金曲大赏（2021年1月16日）

### イベント
- チームNII 6th Stage「專屬派對」（2016年11月20日 - 2017年9月10日）
- チームXII 2nd Stage「代号XII」（2017年9月15日 - 12月31日）
- チームZ 3rd Stage「三角函數」公演
- 「创造炙热的青春」SNH48 GROUP 第七届偶像年度人气总决选（2020年8月15日）